# Asociación Atlética Argentinos Juniors
L'Asociación Atlética Argentinos Juniors, per brevità Argentinos Juniors, è un club polisportivo argentino di Buenos Aires, fondato nel 1904, noto soprattutto per la sua sezione calcistica, la quale attualmente milita nella Primera División argentina.
Il club fu originariamente chiamato "I Martiri di Chicago", in omaggio agli otto anarchici imprigionati o impiccati in seguito alla Rivolta di Haymarket a Chicago.
Gli Argentinos Juniors, detti Bichos Colorados (insetti rossi), sono anche conosciuti in patria come El Semillero (Il Semenzaio), per il fatto di essere uno dei principali trampolini di lancio per calciatori di fama mondiale, tra cui Fernando Redondo, Esteban Cambiasso, Juan Román Riquelme, Alexis Mac Allister, e soprattutto la prima squadra di Diego Armando Maradona.

## Principali attività sportive
- Calcio
- Calcio a 5
- Pallacanestro
- Pallamano
- Taekwondo
- Hockey

## Storia

### La fondazione e i primi anni
Il club fu fondato nella Villa Crespo nei pressi di Buenos Aires il 14 agosto 1904. In origine chiamato i "Martiri di Chicago", in omaggio agli otto anarchici imprigionati o giustiziati nel 1886 a Chicago, la squadra si iscrisse al campionato di "Fútbol de competencia" disputando la sua prima partita contro il Club La Prensa, persa con il catastrofico punteggio di 12–1. Dopo aver cambiato più volte sede nei primi anni, il club si stabilì a Villa Urquiza.
Nel 1909 gli Argentinos si affiliarono alla AFA, la federcalcio argentina, ma nel 1912 vennero coinvolti nel primo scisma del calcio argentino, affiliandosi alla scismatica "Federación de Fútbol". Nel 1920 disputarono uno spareggio promozione contro il El Porvenir perdendo 3–2 (somma dei risultati). Nel 1921 ottennero la promozione in Primera, debuttando in massima serie nella stagione 1922, chiusa al sesto posto.
Dopo la stagione del 1925, gli Argentinos sfiorarono il titolo nel 1926 chiudendo secondi dietro solo ai campioni del Boca Juniors.
Nel 1927 le due federazioni ricomposero lo scisma riunificandosi e l'Argentinos militò in un elefantiaco campionato a 34 squadre, poi ulteriormente allargato a 36; l'Argentinos riuscì così a mantenere il proprio posto in massima serie fino al 1930.

### 1931-1966
Nel 1931 l'Argentinos si unì a 17 altre squadre separandosi dalla federcalcio argentina (all'epoca dilettantistica) e formando un campionato professionistico argentino, atto che segnò la nascita del calcio professionistico argentino. Nel 1934 il campionato di massima serie riservato ai dilettanti fu soppresso e l'Argentina ebbe di nuovo un campionato di massima serie unificato e professionistico. L'Argentinos Juniors, che nel frattempo si era fuso con il Club Atlético Atlanta, cominciò male la stagione, e dopo 25 giornate la fusione fu sciolta per irregolarità finanziarie dell'Atlanta. L'Argentinos Juniors continuò a disputare il campionato ma concluse la stagione all'ultimo posto della classifica, con sole 2 vittorie in 39 giornate.
All'Argentinos fu permesso di mantenere il proprio posto nella Primera, ma non riuscì a salvarsi dalla retrocessione nel 1937 dopo aver chiuso il campionato in penultima posizione.
Nel 1940 l'Argentinos, che nel frattempo aveva inaugurato il suo nuovo stadio, riuscì nell'impresa di vincere il campionato di Seconda divisione, ma al club fu negata la promozione perché il loro campo non soddisfaceva i requisiti per militare in Primera División, e l'AFA decise di non fare un'eccezione permettendo all'Argentinos di giocare in un altro campo, anche se l'avevano già fatto in precedenza per club promossi in stagioni precedenti.

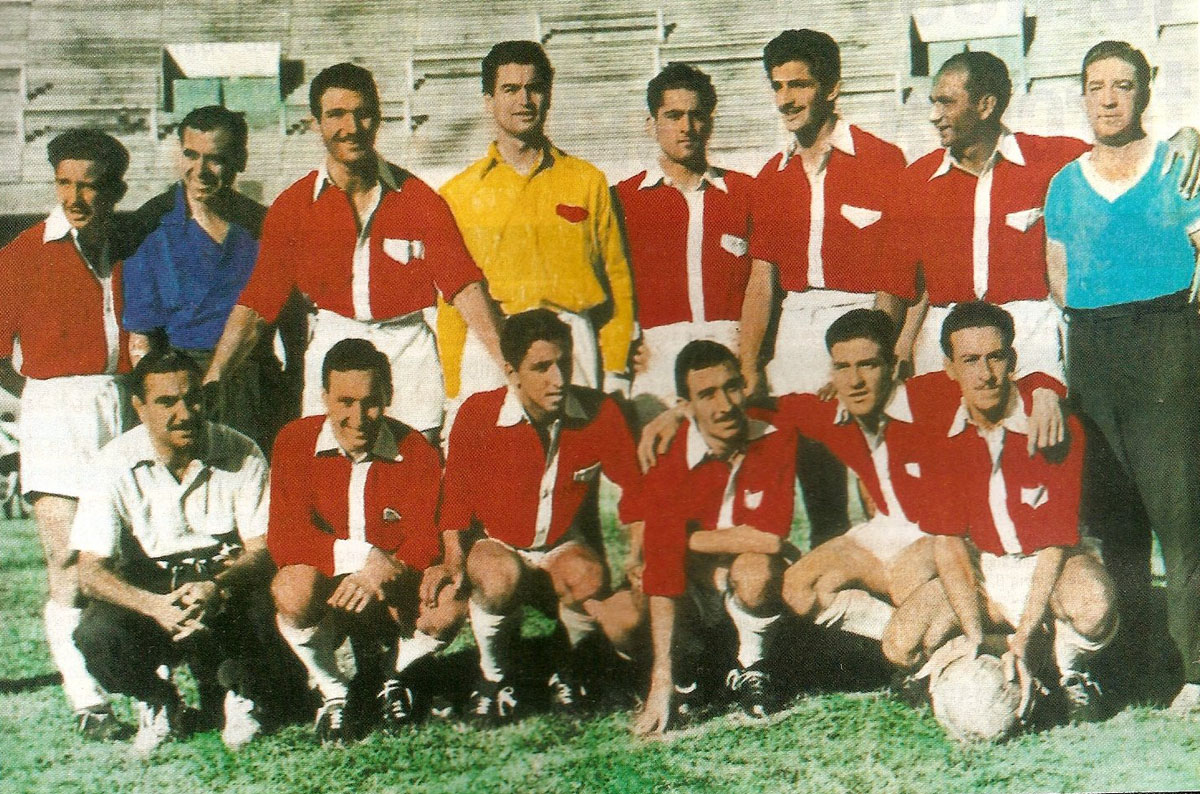
Formazione dell'Argentinos Juniors che nel 1955 vinse il campionato cadetto tornando in Primera División.

Nel 1943 Hector Ingunza debuttò nel club: sarebbe diventato il giocatore ad aver segnato più reti con la maglia dell'Argentinos in assoluto, con 143 gol in partite ufficiali tra il 1943 e il 1946.
Nel 1948 l'Argentinos fu penalizzata ancora una volta da una decisione controversa dell'AFA. Il club si era qualificata ai playoff per la promozione in Primera ed erano in testa alla classifica alla settima giornata delle 11 da disputare quando uno sciopero dei calciatori interruppe la competizione. L'AFA alla fine annullò i playoff e concesse la promozione automatica alle squadre retrocesse dalla massima serie nel 1946 e nel 1947.
Nel 1954 l'Argentinos terminò il campionato cadetto al secondo posto, segnando in totale ben 88 gol, ancora un record. Nel 1955 la squadra finalmente riuscì a conquistare la promozione in Primera dopo 18 lunghi anni. Nella sua prima stagione dopo tanto tempo in massima serie l'Argentinos sfiorò la retrocessione, ma negli anni successivi la squadra conquistò delle salvezze.
Nel 1960 addirittura l'Argentinos si trovò a lottare per il titolo nazionale, mancandolo soltanto all'ultima giornata: l'Argentinos chiuse al terzo posto, staccata di soli 2 punti dai campioni dell'Independiente. Negli anni successivi la squadra non riuscì più a lottare per il titolo, finendo raramente nella metà superiore della classifica.

### 1967-1984
Nel 1967 fu introdotto il sistema del campionato Metropolitano e di quello Nacional, e l'Argentinos sfiorò la retrocessione nella stagione inaugurale del Metropolitano. Nelle stagioni successive l'Argentinos raggiunse la salvezza nel Metropolitano solo a stento, non riuscendo mai a qualificarsi al Campionato Nacional.
Dopo il 1971 l'Argentinos riuscì a conquistare delle salvezze, riuscendo anche a qualificarsi nell'allargato Campionato Nacional, non riuscendo però mai a raggiungere la fase finale del torneo. Anzi, nel 1975 l'Argentinos Juniors chiuse il campionato al 19º posto su 20 squadre partecipanti, ma, per sua fortuna, non vi erano retrocessioni in quell'anno. Giovedì 20 ottobre 1976, nell'incontro contro il Talleres avvenne il debutto più importante dei Bichos: mentre l'Argentinos stava perdendo 1–0 il suo allenatore, Juan Carlos Montes, fece scendere in campo l'allora quindicenne Diego Armando Maradona, che divenne così il giocatore più giovane a esordire nel campionato argentino, un record battuto da Sergio Agüero solo nel 2003. L'Argentinos perse l'incontro, ma Diego divenne poi uno dei giocatori più importanti del club e della nazionale argentina. Nel Metropolitano 1979 Diego divenne il più giovane capocannoniere nella storia del calcio argentino con 14 gol, e vinse per quattro anni di seguito la classifica marcatori della Primera División, eguagliando il record di José Sanfilippo. Nel 1980 l'Argentinos sfiorò la vittoria del Metropolitano con il 2º posto, il risultato migliore del club a partire dall'inizio dell'età professionistica nel 1931, e raggiunse i quarti di finale del Nacional.
Nel 1981, tuttavia, Maradona fu venduto al Boca Juniors per £1 milione. L'enorme ricavato della cessione permise all'Argentinos di rinforzare notevolmente la rosa a lungo termine, anche se a breve termine la sua cessione indebolì il club al punto che nella stagione successiva solo una vittoria all'ultima giornata contro il San Lorenzo permise al club di evitare la retrocessione a spese del San Lorenzo.
Dopo una stagione 1982 terminata a metà classifica, nel l'Argentinos si rinforzò notevolmente sotto la conduzione dell'allenatore Ángel Labruna, che comprò nuovi giocatori, introdusse un nuovo sistema di gioco e trasferì la squadra nello Estadio Ricardo Etcheverry di Ferro Carril Oeste per dare alla squadra uno stadio migliore. La squadra, rinforzata, raggiunse le semifinali del Nacional ed erano a metà classifica del Metropolitano quando Labruna perì improvvisamente il 20 settembre 1983, venendo sostituito dal nuovo allenatore Roberto Saporiti che condusse la squadra a un piazzamento a metà classifica. La squadra raggiunse inoltre i quarti di finale del Nacional 1984.

### 1984-1985: i primi titoli e la Coppa Libertadores
Condotto dall'allenatore Saporiti, nel 1984 l'Argentinos riuscì a vincere il suo primo campionato, chiudendo in testa con un solo punto di vantaggio sul Ferro Carril Oeste. Questo fu il primo titolo importante per il club e permise all'Argentinos di qualificarsi direttamente in Coppa Libertadores in 1985.
Saporiti fu sostituito come allenatore da José Yudica che in precedenza aveva condotto il Quilmes Atlético Club alla vittoria del Metropolitano nel 1978. Il campionato nazionale del 1985 fu l'ultimo, e la sua formula era molto complicata: una volta che si entrava nella fase ad eliminazione diretta, le squadre eliminate avevano la possibilità di tornare in gioco tramite i ripescaggi. L'Argentinos vinse il gruppo dei vincitori battendo per 4–2 ai tiri di rigore il Vélez Sársfield dopo un pareggio totale di 2–2, ma il Velez ottenne la possibilità di tornare in corsa per il titolo battendo nella finale dei ripescaggi il River Plate. L'Argentinos e il Velez si contesero in finale il titolo e, dopo un pareggio per 1–1, il Velez ebbe la meglio ai rigori, ma poiché provenivano dal gruppo delle perdenti fu necessaria una nuova partita, che l'Argentinos vinse 2–1.
Nel primo turno della Coppa Libertadores 1985 l'Argentinos fu inserito nello stesso gruppo di un'altra argentina, il Ferro, e con i brasiliani del Fluminense e del Vasco da Gama. Il gruppo fu dominato dalle argentine che chiusero entrambe in testa alla classifica, rendendo necessario uno spareggio per l'accesso in semifinale, che l'Argentinos vinse 3–1.
In semifinale l'Argentinos si trovò in un gruppo a tre con Independiente e i boliviani del Blooming. L'Argentinos si qualificò in finale espugnando 2–1 il campo dell'Independiente nell'ultima giornata del gruppo.
La finale fu disputata contro l'América de Cali della Colombia: dopo che le partite di andata e ritorno si erano concluse con una vittoria casalinga 1–0 a testa, nella "bella" di Asunción, Paraguay, l'Argentinos ebbe la meglio 5-4 ai rigori dopo che i tempi supplementari si erano chiusi sull'1–1.
La formazione tipo era: Enrique Vidallé, Carmelo Villalba, José Luis Pavoni, Jorge Olguín, Adrián Domenech, Emilio Commisso, Sergio Batista, Mario Videla, "Pepe" Castro, Claudio Borghi, Carlos Ereros. L'allenatore era José Yudica.

### Dall'apice al declino
Nel 1985 l'Argentinos Juniors rappresentò il Sud America nella Coppa Intercontinentale 1985 contro gli italiani della Juventus: la partita finì 2–2, ma l'Argentinos perse la finale ai rigori. Nel 1986, nel frattempo l'Argentinos vinse 1–0 la finale della Copa Interamericana contro il Defence Force di Trinidad e Tobago.
L'Argentinos si qualificò alla Coppa Libertadores 1986, accedendo direttamente al secondo turno essendo i detentori del trofeo, ma nel girone a tre fu eliminata dal River Plate che avrebbe poi vinto il torneo.
La stagione 1985–1986 segnò l'inizio delle stagioni in stile europeo. Per il resto degli anni ottanta, l'Argentinos si mantenne tra le squadre più forti dell'Argentina, ma, seppur salvandosi sempre agevolmente, non giunse mai a lottare veramente di nuovo per il titolo. Nel 1988 la squadra era già molto diversa rispetto a quella che aveva vinto la Coppa Libertadores.
Il 20 novembre 1988 il club batté un record mondiale: quello dei tiri di rigore più lunghi della storia, grazie alla vittoria in campionato contro il Racing Club per 20-19 ai tiri di rigore (ben 44 rigori vennero tirati). Le regole del campionato all'epoca garantivano un punto extra a chi vinceva la partita ai rigori dopo un pareggio.
Nel 1990 fu introdotto il sistema dell'Apertura e Clausura nel calcio argentino, e nel 1992 l'Argentinos sfiorò la retrocessione, chiudendo il campionato di Apertura 1992 al 19º posto, ma venendo salvato dalla retrocessione dal sistema della media punti.

### Retrocessione e ritorno in Primera
L'Argentinos chiuse 20º e ultimo in classifica nella Clausura 1995 venendo di nuovo salvato dal sistema della media punti, ma anche l'anno successivo il club terminò all'ultimo posto la Clausura, venendo retrocessi soli undici anni dopo la vittoria della Coppa Libertadores.
Nella stagione 1996–1997, la squadra, guidata dall'allenatore Osvaldo Sosa, riuscì a vincere il campionato cadetto al primo tentativo ritornando immediatamente in Primera. La squadra retrocesse di nuovo nel 2001 e ritornò in Primera Division solo nel 2004, dopo due stagioni in cadetteria.
Le prime due stagioni in massima serie furono assai difficili per l'Argentinos, che evitò la retrocessione solo vincendo i playout contro squadre cadette per due anni di fila. Nella stagione 2006–2007 per la prima volta il club riuscì a salvarsi agevolmente, e nel 2008 l'Argentinos riuscì persino a qualificarsi a una competizione continentale (la Copa Sudamericana 2008) dopo 12 anni di assenza. In Copa Sudamericana la squadra raggiunse le semifinali, dove fu eliminata dal Estudiantes de La Plata.
Nel giugno 2009, l'ex giocatore del club Claudio Borghi fu ingaggiato come allenatore in seguito a un disastroso torneo di Clausura 2009, concluso al 20º e ultimo posto in classifica con sole 2 vittorie in 19 giornate. All'inizio del Campionato di Clausura 2010, l'Argentinos si fissò l'obbiettivo di eguagliare o migliorare i 61 punti ottenuti nella stagione 2007–08 in modo da evitare di perdere ulteriori posizioni nella classifica retrocessione. A parte una vittoria impressionante per 6–3 contro il Lanús nella seconda giornata, la squadra partì male con una sola vittoria, due pareggi e due sconfitte nelle prime 5 giornate. La vittoria alla sesta giornata contro l'Estudiantes de La Plata costituì l'inizio di una serie di 14 partite senza subire sconfitte che permise all'Argentinos di chiudere il campionato in testa alla classifica con un solo punto di vantaggio sull'Estudiantes. Decisiva per il titolo fu la partita alla penultima giornata contro l'Independiente, in cui l'Argentinos era sotto 1–3 ma riuscì a rimontare fino a vincere 4–3, con due gol giunti solo nei minuti finali dell'incontro, permettendogli di rimanere in testa alla classifica a una giornata dal termine. L'Argentinos vinse poi il suo terzo titolo nazionale in assoluto, e il primo dopo 25 anni, battendo 1–2 in trasferta l'Huracán nello Estadio Tomás Adolfo Ducó.

## Colori e simbolo
Anche se il rosso è il colore storico dell'Argentinos Juniors, la prima maglia era verde con strisce verticali bianche. Secondo alcune fonti, il verde/bianco fu utilizzato nei primi anni della squadra perché la federcalcio argentina non permetteva all'Argentinos di impiegare il rosso, perché in precedenza tale colore era già stato scelto dall'Independiente.
La maglia attuale della squadra è rossa con una fascia diagonale bianca che va dalla spalla destra al fianco sinistro. Il club ha utilizzato pantaloncini e calzini sia rossi che bianchi nel corso degli anni. L'Argentinos ha utilizzato diversi colori nei suoi primi anni, prima di adottare il rosso nel 1917, a causa delle sue origini socialiste.
Di seguito l'evoluzione delle maglie:
| Manica sinistra · Manica sinistra · Maglietta · Maglietta · Manica destra · Manica destra · Pantaloncini · Calzettoni |
| 1904-17 |

| Manica sinistra · Maglietta · Maglietta · Manica destra · Pantaloncini · Calzettoni |
| 1917-presente (1)                                                                   |

| Manica sinistra · Maglietta · Maglietta · Manica destra · Pantaloncini · Calzettoni |
| (2)                                                                                 |

| Manica sinistra · Maglietta · Maglietta · Manica destra · Pantaloncini · Calzettoni |
| (3)                                                                                 |

(1) Tranne laddove indicato in 2 e 3.

(2) Vestita nelle stagioni 1960, 1983, 1998 e 2001-02.

(3) Vestita nelle stagioni 1976, 2002-04, 2007, 2008-09 e 2011-2012.

## Palmarès

### Competizioni nazionali
- Campionato argentino: 3

Metropolitano 1984, Nacional 1985, Clausura 2010
- Primera B Nacional: 5

1940, 1948, 1955, 1996-1997, 2016-2017

### Competizioni internazionali
- Coppa Libertadores: 1

1985
- Coppa Interamericana: 1

1985

### Competizioni giovanili
- Torneo Internazionale Città di Gradisca - Trofeo Nereo Rocco: 4

1990, 1993, 1995, 1996

## Record
- Vittoria con più reti segnate: 12-0 contro il Talleres (C)
- Giocatore con più reti: Diego Armando Maradona (116)
- Giocatore con più presenze: Sergio Batista (272)

## Rosa 2025
| N. |                      | Ruolo | Calciatore               |
| -- | -------------------- | ----- | ------------------------ |
| 2  | Argentina (bandiera) | D     | Tobías Ramírez           |
| 3  | Argentina (bandiera) | D     | Luciano Sánchez          |
| 4  | Argentina (bandiera) | D     | Erik Godoy               |
| 5  | Paraguay (bandiera)  | C     | Juan Cardozo             |
| 6  | Argentina (bandiera) | D     | Román Vega               |
| 7  | Argentina (bandiera) | C     | Lautaro Giaccone         |
| 7  | Argentina (bandiera) | A     | Santiago Rodríguez       |
| 8  | Uruguay (bandiera)   | C     | Alan Rodríguez           |
| 9  | Argentina (bandiera) | A     | Maximiliano Romero       |
| 10 | Argentina (bandiera) | A     | Alan Lescano             |
| 12 | Argentina (bandiera) | P     | Gonzalo Siri             |
| 13 | Uruguay (bandiera)   | A     | Joaquín Ardaiz           |
| 14 | Argentina (bandiera) | D     | Kevin Coronel            |
| 15 | Paraguay (bandiera)  | C     | Ariel Gamarra            |
| 16 | Argentina (bandiera) | D     | Francisco Fabián Álvarez |

| N. |                      | Ruolo | Calciatore        |
| -- | -------------------- | ----- | ----------------- |
| 17 | Argentina (bandiera) | C     | Cristian Ferreira |
| 18 | Argentina (bandiera) | A     | Ismael Sosa       |
| 19 | Uruguay (bandiera)   | A     | Rúben Bentancourt |
| 20 | Argentina (bandiera) | D     | Sebastián Prieto  |
| 21 | Argentina (bandiera) | C     | Nicolás Oróz      |
| 22 | Uruguay (bandiera)   | D     | Leandro Lozano    |
| 24 | Argentina (bandiera) | C     | Federico Fattori  |
| 25 | Argentina (bandiera) | C     | Lucas Gómez       |
| 26 | Argentina (bandiera) | A     | José Herrera      |
| 27 | Argentina (bandiera) | A     | Tomás Molina      |
| 29 | Argentina (bandiera) | C     | Emiliano Viveros  |
| 30 | Argentina (bandiera) | A     | Manuel Brondo     |
| 33 | Uruguay (bandiera)   | D     | Mateo Antoni      |
| 47 | Argentina (bandiera) | A     | Diego Porcel      |
| 50 | Argentina (bandiera) | P     | Diego Rodríguez   |

## Rose delle stagioni precedenti
- 1931
- 2010-2011

## Rosa 2024
| N. |                      | Ruolo | Calciatore       |
| -- | -------------------- | ----- | ---------------- |
| 3  | Argentina (bandiera) | D     | Luciano Sánchez  |
| 6  | Argentina (bandiera) | D     | Lucas Villalba   |
| 8  | Uruguay (bandiera)   | C     | Alan Rodríguez   |
| 9  | Uruguay (bandiera)   | A     | Joaquín Ardaiz   |
| 10 | Argentina (bandiera) | A     | Gastón Verón     |
| 11 | Argentina (bandiera) | C     | Thiago Nuss      |
| 17 | Argentina (bandiera) | C     | Franco Moyano    |
| 18 | Argentina (bandiera) | D     | Santiago Montiel |
| 19 | Argentina (bandiera) | C     | Jonathan Galván  |
| 22 | Argentina (bandiera) | C     | Alan Lescano     |

| N. |                      | Ruolo | Calciatore         |
| -- | -------------------- | ----- | ------------------ |
| 23 | Argentina (bandiera) | C     | Lucas Ambrogio     |
| 26 | Argentina (bandiera) | C     | José María Herrera |
|    | Argentina (bandiera) | D     | Fernando Meza      |
|    | Argentina (bandiera) | P     | Diego Rodríguez    |
|    | Argentina (bandiera) | D     | Erik Godoy         |
|    | Argentina (bandiera) | C     | Nicolás Oróz       |
|    | Argentina (bandiera) | A     | Maximiliano Romero |
|    | Argentina (bandiera) | C     | Damián Batallini   |
|    | Argentina (bandiera) | C     | Leonardo Heredia   |
|    | Argentina (bandiera) | D     | Sebastián Prieto   |
|    | Argentina (bandiera) | D     | Tomás Lecanda      |
|    | Argentina (bandiera) | C     | Matías Lugo        |

## Giocatori

### Vincitori di titoli
Campioni del mondo
- Sergio Batista (Messico 1986)
- Claudio Borghi (Messico 1986)

## Lista dei presidenti
- 1904-1907: Leandra Revena Bianchi
- 1907-1911: Tomás Tericone
- 1911-1916: Teófilo Pebe
- 1916-1922: Emilio Couy
- 1922-1927: Edgardo Melozeth
- 1927-1932: Juan Guglielmetti
- 1932-1939: Domingo Capitani
- 1939-1943: Antonio Delporto
- 1943-1951: Emilio Ardoy
- 1951-1958: Arturo Gracía Vazquez
- 1958-1962: Victor Giacobacci
- 1962-1966: Juan Bautista Molinari
- 1966-1970: Domingo Deker
- 1970-1973: Gastón García Miramón
- 1973-1975: Osvaldo Sanguinetti
- 1975-1976: Mariano Boggiano
- 1976-1977: Florentino Alem
- 1977: Carlos Pascual Osorio
- 1977: Juan Fiori
- 1977: Omar Santiago Gallo
- 1977-1981: Próspero Víctor Cónsoli
- 1981-1992: Domingo Tesone
- 1992-1996: Ricardo Bravo
- 1996-2004: Oscar Giménez
- 2004-Presente: Luis Segura

### Videografia
- Federico Buffa, Storie di Campioni - Buffa Racconta: Diego Armando Maradona, Sky Sport, 2012.